# Władysław Sadłowski

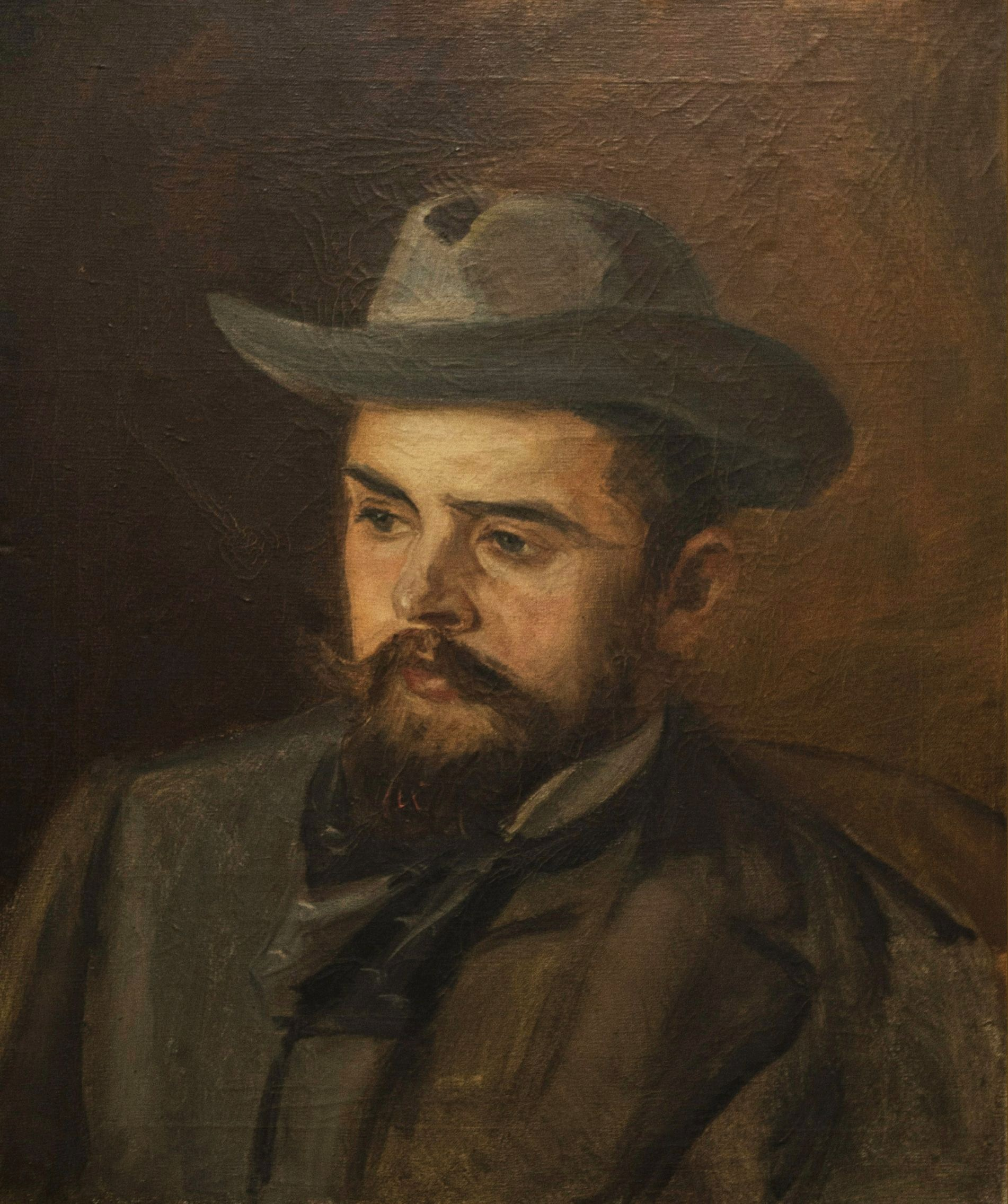
Władysław Sadłowski

Władysław Aleksander Sadłowski (* 25. Juni 1869 in Lemberg; † 25. Mai 1940 ebenda) war ein polnischer Architekt, Vertreter des Historismus, Designer, Professor und Lehrer an der Fachhochschule Lemberg.

## Ausbildung und Einstieg
In den Jahren 1888–92 studierte er an der Lemberger Polytechnischen Schule und in den Jahren 1892–94 an der Technischen Hochschule Wien. Im Jahr 1897 erhielt Sadłowski ein Diplom für Maschinenbau. Im Jahr 1899 trat er in die Staatsgewerbeschule in Lemberg ein.

## Projekte (Auswahl)
Sadłowski war Erbauer des Bahnhofes von Lemberg, 1904 leitete er die Erweiterung dieses Gebäudes. Darüber hinaus errichtete er die Hulimków Grabkapelle im Jugendstil.
Ein weiteres Projekt war der Wiederaufbau der Residenz Baczewski 1908.